# Baracoa
Baracoa (nella provincia di Guantánamo, 148 km) è la città più antica di Cuba, fondata sul lembo sud orientale dall'isola da Diego Velázquez de Cuéllar nel 1511 con il nome di "Nostra Signora dell'Assunzione di Baracoa".
Rimase isolata dal resto di Cuba fino ai primi anni sessanta, quando fu costruita la strada "la Farola", che attraversa la folta foresta che separa Baracoa da Guantánamo, capoluogo di provincia.
Il suo nome in lingua indigena significa: "Luogo delle acque" e deriva dal fatto che nei pressi della città si trovano le foci di diversi fiumi (Toa, Miel, Duaba, Yumuri).

## Caratteristiche
Nota anche come Ciudad Primada, in quanto città coloniale più antica dell’isola, è stata nominata Monumento Nazionale per la presenza di innumerevoli attrazioni culturali e naturali. Una delle peculiarità del comune è costituita dalle tre fortezze edificate a scopo difensivo e militare: il Forte Matachín, oggi sede museale, conserva collezioni archeologiche aborigene e articoli rappresentanti la storia della città; il Forte la Punta, attualmente trasformato in un ristorante specializzato in tipicità cubane; il Castello di Seboruco, convertito in una struttura ricettiva rinomata. La zona di Baracoa è inoltre circondata da numerosi siti naturali come la Riserva della Biosfera Cuchillas del Toa, il cui nome deriva dal fiume Toa, il più grande di tutta l’isola. L’attrattiva principale del luogo è il Parco Nazionale Alejandro de Humboldt, dichiarato Patrimonio dell’Umanità e denominato “la joya natural de Cuba" per la sua ricchezza in flora e fauna. Lungo la strada Boca de Yurumí si situa inoltre il Passo dei Tedeschi, dichiarato Elemento Naturale Eccezionale, poiché si tratta di un tunnel di grande dimensione interamente creato dal movimento tettonico nella regione.
Oggi sono circa 80.000 le persone che vivono nel suo territorio lussureggiante, dove, a causa delle conformazione montagnosa, si è conservata integra la originaria foresta tropicale.

## Cultura
Uno degli eventi più importanti per la località è la Festa delle Acque, celebrata dal 10 al 15 agosto per ricordare la fondazione della città da parte degli spagnoli. Si svolgono diversi eventi commemorativi dedicati a personaggi storici di rilevanza e alle tradizioni della città. L’ultima settimana di marzo presso Baracoa si svolge la Settimana della Cultura dove hanno luogo diversi spettacoli e attività legati alle tradizioni della danza e dell’arte. All’inizio del mese di aprile si celebrano i Carnevali Baracoenses, caratterizzati da sfilate di congas e ritmi folkloristici della regione.
Vi si coltivano caffè, cacao, cocco, banane.

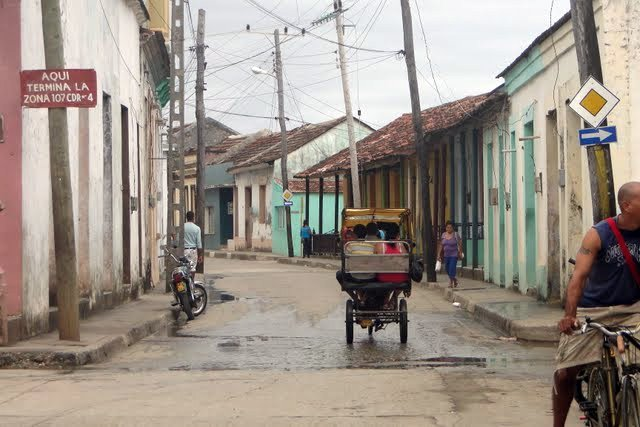
Baracoa - Strada nella città vecchia